# Radostin Stoychev
Radostin Stoychev (né le 25 septembre 1969 à Sofia) est l'entraîneur de l'équipe de Bulgarie de volley-ball de décembre 2010 à juillet 2012, après avoir été celui de la Finlande.

## Palmarès

### Joueur
- Championnat de Bulgarie (3)
  - Vainqueur : 1989, 1990, 1991
- Coupe de Bulgarie (2)
  - Vainqueur : 1990, 1993
- Supercoupe du Portugal
  - Finaliste : 1991
- Coupe du Portugal (1)
  - Vainqueur : 1992
- Championnat d'Autriche (1)
  - Vainqueur : 1997
- Coupe d'Autriche (1)
  - Vainqueur : 1997
- Championnat de France
  - Troisième : 2001
- Coupe de France
  - Finaliste : 2001

### Entraîneur
- Championnat du monde des clubs (4)
  - Vainqueur : 2009, 2010, 2011, 2012
- Ligue des champions (3)
  - Vainqueur : 2009, 2010, 2011
  - Finaliste : 2014, 2016
  - Troisième : 2007, 2012
- Coupe de la CEV
  - Finaliste : 2015
- Coupe de Bulgarie (1)
  - Vainqueur : 2005
- Championnat de Bulgarie ()
  - Troisième : 2005
- Championnat de Russie (1)
  - Vainqueur : 2006
  - Finaliste : 2007
- Coupe de Russie (1)
  - Vainqueur : 2006
  - Finaliste : 2007
- Championnat d'Italie — Div. A (4)
  - Vainqueur : 2008, 2011, 2013, 2015
  - Finaliste : 2009, 2010, 2012
  - Troisième : 2018
- Supercoupe d'Italie (1)
  - Vainqueur : 2011
  - Finaliste : 2008, 2010, 2012, 2015
  - Troisième : 2017
- Coupe d'Italie (3)
  - Vainqueur : 2010, 2012, 2013
  - Finaliste : 2011, 2015, 2016
- Supercoupe de Turquie (1)
  - Vainqueur : 2013
- Championnat de Turquie (1)
  - Vainqueur : 2014
- Coupe de Turquie (1)
  - Vainqueur : 2014